# Dolgoje prosjjanije
Dolgoje prosjjanije (russisk: Долгое прощание) er en russisk spillefilm fra 2004 af Sergej Ursuljak.

## Medvirkende
- Polina Agureeva som Ljalja Telepniova
- Valentina Sjarykina
- Andrej Sjjennikov som Grigorij Rebrov
- Jevgenij Kindinov
- Boris Kamorzin som Nikolaj Smolyanov